# Categoria vírgula
Na teoria das categorias, uma categoria vírgula (em inglês, comma category) é uma categoria cujos objetos correspondem a certos morfismos de outra categoria. Sua definição foi introduzida por William Lawvere, em 1963; o nome provém  de uma de suas notações, que usa o sinal de pontuação vírgula.

## Definição
Para quaisquer functores F : A → C e G : B → C, pode-se formar a categoria de vírgula F ↓ G, também denotada por (F ↓ G) e por (F, G), para a qual:
- a coleção de objetos consiste nas triplas (a, b, f), em que a é objeto de A, b é objeto de B, e f : F(a) → G(b) é morfismo em C;
- a coleção de morfismos do objeto (a, b, f) ao objeto (a′, b′, f′) consiste nas duplas (h, k), em que h : a → a′ é morfismo em A e k : b → b′ é morfismo em B, satisfazendo f′ ∘ F(h) = G(k) ∘ f, condição representada no diagrama comutativo:{\displaystyle {\begin{array}{r l c r l}&F(a)&{\xrightarrow {F(h)}}&F(a')&\\{\scriptstyle f}&\downarrow &&\downarrow &{\scriptstyle f'}\\&G(b)&{\xrightarrow {G(k)}}&G(b')&\\\end{array}}}
- as identidades e a operação de composição são dadas por:{\displaystyle {\begin{aligned}1_{(a,b,f)}&=(a,b,f){\xrightarrow {(1_{a},1_{b})}}(a,b,f)\\(a,b,f){\xrightarrow {(h,k)}}(a',b',f'){\xrightarrow {(h',k')}}(a'',b'',f'')&=(a,b,f){\xrightarrow {(h'\circ h,k'\circ k)}}(a'',b'',f'')\end{aligned}}}

## Exemplos
- Se F : 1 → Set for o functor levando o único objeto da categoria com um objeto e sem morfismos além da identidade ao conjunto de um elemento, e se G : B → Set é qualquer functor, então F ↓ G é isomorfa à categoria de elementos ∫ G.[5]
- Generalizando o exemplo anterior, se F : 1 → C e G : B → C são functores quaisquer, F ↓ G é chamada categoria de setas do objeto a ao functor G, onde a é a imagem de F no único objeto de 1, e é denotada habitualmente por a ↓ G.[5]
- Denotando-se por AnelC a categoria dos anéis comutativos, para cada K ∈ AnelC, F ↓ G, em que F : 1 → AnelC é o único functor com imagem K e G : AnelC → AnelC é o functor identidade, é isomorfa à categoria de álgebras comutativas sobre K. Em vez de F ↓ G, pode-se escrever K ↓ AnelC.[4]

## Limites e colimites
Dados functores F : A → C e G : B → C, a categoria vírgula F ↓ G:
- é completa desde que A e B sejam completas e G seja functor contínuo;[6]
- é cocompleta desde que A e B sejam cocompletas e F seja functor cocontínuo.[6][7]